# Beccarianthus ickisii
Beccarianthus ickisii är en tvåhjärtbladig växtart som beskrevs av Elmer Drew Merrill. Beccarianthus ickisii ingår i släktet Beccarianthus och familjen Melastomataceae. Inga underarter finns listade i Catalogue of Life.